# Tongo Doumbia
Tongo Doumbia (Vernon, 1989. augusztus 6. –) mali válogatott labdarúgó, a Western United játékosa.